# Аселион
Аселион (на латински: Asellio) e когномен на римската плебейска фамилия Семпронии. На латински означава гледач на магарета. Не трябва да се бърка с името Асел или Азел (Asellus).
Известни от фамилията:
- Семпроний Аселион (158 – 91 пр.н.е.), хронологически историк от средата на 2 век/1 век пр.н.е.

Други:
- Аселиум (Аселски век) (Asselium), стуфе от историята на земята
- Гаспаре Асели или Аселион (Gaspare Aselli; 1581 – 1625), италиански анатом и хитург